# يوروسورفيلينس
يوروسورفيلينس (بالإنجليزية: Eurosurveillance)‏ هي مجلة طبية مفتوحة الوصول تخضع لمراجعة الأقران وتغطي وتناقش كل ما يختص ويتعلق بالوبائيات (علم الأوبئة)، مع التركيز الخاص على هذا النوع من المعلومات والمواضيع التي تتعلق وذات صلة بأوروبا. تأسست المجلة في عام 1995، وتم تمويلها بشكل مشترك من قبل المفوضية الأوروبية ، ومعهد مراقبة الصحة (باريس) ، ووكالة حماية الصحة (لندن). اعتباراٌ من عام 2007؛ يتم نشر هذه المجلة أسبوعيا من قبل المركز الأوروبي للسيطرة على الأمراض والوقاية منها.

## التلخيص والفهرسة
يتم تلخيص المجلة وفهرستها في ببمد/مدلاين وسكوبس ومؤشر الاقتباس العلميه وEMBASE ونت لايبراري. قيمة عامل التأثير الخاص للمجلة لعام 2015، بلغت 5.98؛ وذلك وفقًا لتقارير الاستشهاد بالمجلات الأكاديمية، وقد ساعدت هذه القيمة لأن تحتل المجلة المرتبة السابعة من بين 83 مجلة في فئة «الأمراض المعدية».

## روابط خارجية
- الموقع الرسمي